# Associazione Calcio Empoli 1941-1942
Questa voce raccoglie le informazioni riguardanti  l'Associazione Calcio Empoli nelle competizioni ufficiali della stagione 1941-1942.

## Rosa
| N. |                   | Ruolo | Calciatore         |
| -- | ----------------- | ----- | ------------------ |
|    | Italia (bandiera) | A     | Lorenzo Alderotti  |
|    | Italia (bandiera) | A     | P. Ancillotti      |
|    | Italia (bandiera) | D     | Verter Ancillotti  |
|    | Italia (bandiera) | P     | Giulio Baldacci    |
|    | Italia (bandiera) | C     | A. Berlincioni     |
|    | Italia (bandiera) | D     | Omero Bonifazzi    |
|    | Italia (bandiera) | C     | Carlo Confalonieri |
|    | Italia (bandiera) | D     | Ferrero Giani      |
|    | Italia (bandiera) | D     | Manrico Guerrieri  |

| N. |                   | Ruolo | Calciatore        |
| -- | ----------------- | ----- | ----------------- |
|    | Italia (bandiera) | A     | Luciano Innocenti |
|    | Italia (bandiera) | D     | Mario Leoni       |
|    | Italia (bandiera) | A     | Mario Monti       |
|    | Italia (bandiera) | C     | Lido Parri        |
|    | Italia (bandiera) | D     | Luciano Patalani  |
|    | Italia (bandiera) | A     | Romano Piccinini  |
|    | Italia (bandiera) | D     | Aldo Pini         |
|    | Italia (bandiera) | A     | E. Polverini      |
|    | Italia (bandiera) | P     | Bruno Sbrana      |